# 沈世宏
沈世宏（1949年6月19日—）籍貫江西大庾，客家人:183，中華民國政治人物，曾任台北市環保局長。曾任中華民國環保署署長達六年，為在任最久的署長。

## 家庭
妻子陳吟足為國立臺灣大學化學工程系教授，兩人在該系就讀時為學長學妹關係。
沈世宏小名小毛，因為最早叫沈毛毛，是在香港出生報戶口時臨時想不到名字而用家鄉話叫小孩「毛毛」而取，到臺灣後改為現名。

## 爭議

### 環保署長時期
2009年1月9日，高雄縣潮寮國中小受到臭氣外洩影響，師生們淪落至到必須遷校上課。環保署長沈世宏在接受立委質詢時，表示是因為潮寮國中的新校長鼻子比較靈，才會把事情鬧這麼大。 
媒體報載之後，環保署長沈世宏發新聞稿『以鼻子靈卸責？環保署長對曲解事實的報導表達遺憾』對外說明，強調當時的答覆原文是「潮寮國中校長最近才來，本身嗅覺敏感度很高，她很關心學生受到影響，自己也認為受到相當程度的影響，所以一旦她有這個事情的時候，就積極因應」，自認「站在政務官向立法院及國人負責任的立場充分說明，惟恐不夠詳盡，並數度主動補充說明，無非是想就所知情況知無不言，言無不盡，讓國人瞭解真相」。
2010年1月13日中午，沈世宏接到金溥聰電話，關切環保署研擬完備，送入立法院審議之開車騎機車走路禁菸法案，當日晚間九點，環保署發布新聞稿撤回法案。
2010年11月，中國時報報導環保署長沈世宏的言論，以標題「六輕十年 雲林人更長命」，署長提出雲林人在六輕興建的十年中壽命延長了兩百多天，並試圖暗示興建六輕所造成的後續效益對雲林人的健康並非有害甚至有其益處，為六輕延年益壽論，民眾反譏為公平起見，不讓好處由雲林人獨享，八輕必須在台北市內興建以達公平正義。後因遭反彈，中國時報全面撤下此報導，網路上已查不到此報導，只有民眾自行備份網誌。立法委員劉建國因在立法院以此新聞質詢環保署長沈世宏，為唯一有此新聞備份的正式政府單位。 
相關爭議內容，環保署亦發布新聞稿『回應有關「六輕十年 雲林人更長命？--沈世宏的推論謬誤」乙文』，對外說明「沈署長只是嘗試提醒大家，任何問題不是只能從一個面向或某個角度觀察而據以作成結論。」
離職後，轉任森霸電力董事長，被大眾質疑是馬英九政府給予的酬庸。。

## 註腳
1. 1 2 3  沈世宏校友簡歷 （页面存档备份，存于），沈世宏校友，系級傑出校友 第六届 （页面存档备份，存于），國立臺灣大學化學工程系系友會，2022年1月
2. ↑  何來美. . 聯經出版. 2017年2月22日. ISBN 9789570848670.
3. ↑  . 環境部.   [2023-12-05]. （原始内容存档于2023-12-05） （中文（繁體））. 沈世宏署長任期5年9個月，為任職最久的環保署長，推動政策眾多，以下分就幾項重大推動制度進行摘要說明。
4. ↑  「《養生的秘密》沈世宏動腦防老　與老婆合吃貝果」，薛荷玉，聯合報，2008年12月8日
5. ↑  「「沈毛毛」署長您好」，《環島搜尋》 （页面存档备份，存于），吳佳珍，人間福報，2008年5月25日
6. ↑  . NOWNEWS今日新聞. 2009-01-09  [2009-01-09] （中文（繁體））.[永久]
7. ↑  . 台灣環境資訊協會-環境資訊中心. 2009-01-12  [2017-11-11]. （原始内容存档于2017-11-12） （中文）.
8. ↑  . 2010-01-15. （原始内容存档于2015-11-17） （中文（臺灣））.
9. ↑  . 2010-01-16. （原始内容存档于2015-11-17） （中文（臺灣））.
10. ↑  . 2010-01-17. （原始内容存档于2015-11-17） （中文（臺灣））.
11. ↑  . 2010-01-17. （原始内容存档于2015-11-17） （中文（臺灣））.
12. ↑  . 中國時報，備份者立法院全球資訊網. 2010-11-12  [2010-11-12]. （原始内容存档于2014-08-12） （中文（繁體））.
13. ↑  . [環保新聞專區]. 2010-12-01  [2017-11-11]. （原始内容存档于2017年11月12日） （中文）.
14. ↑  . 《蘋果日報》. 2015-03-09  [2015-03-13]. （原始内容存档于2015-04-02） （中文（臺灣））.

## 外部連結
- 行政院內閣閣員簡介 - 行政院環境保護署沈世宏署長 （页面存档备份，存于）

| 中華民國政府職務 | 中華民國政府職務                              | 中華民國政府職務 |
| ---------------- | --------------------------------------------- | ---------------- |
| 行政院           |                                               |                  |
| 前任： 陳重信    | 環保署署長 第十任 2008年5月20日－2014年3月2日 | 繼任： 魏國彥    |